# LuAZ-967
LuAZ-967 (ウクライナ語: ЛуАЗ-967) は、ソ連で開発された小型四輪駆動水陸両用車である。空輸できるほどの軽量さだった。

## 派生型
- LuAZ-967A — 高出力エンジン搭載型
- LuAZ-967M — 同様のエンジンを搭載しつつも､全体的な改修をされた型
- Geolog - 6輪の特別仕様車[2]